# Intervals
Intervals — канадський інструментальний прогресивний метал-гурт, заснований у Торонто, Онтаріо, у 2011 році. Гурт гастролював Канадою та Сполученими Штатами з гуртами як-от Animals as Leaders, Protest the Hero, Between the Buried and Me та The Contortionist.
Intervals випустили два мініальбоми: The Space Between (2011) і In Time (2012), а також дебютний студійний альбом A Voice Within 4 березня 2014 року з вокалом Майка Семескі. Після виходу всіх учасників гурту, крім гітариста Аарона Маршалла, вийшли наступні альбоми: The Shape of Color (2015), The Way Forward (2017) і Circadian (2020).

## Історія

### 2011–2012: заснування та мініальбомThe Space Between
IIntervals був створений у Торонто, Онтаріо, у 2011 році як творча віддушина для гітариста Аарона Маршалла після того, як він покинув попередній гурт Speak of the Devil. Після публікації двох пісень онлайн («Still Winning» & «Duality»), Енуп, Лукас і Метт приєдналися до гурту. Перший мініальбом The Space Between був записаний у підвалі Аарона, за винятком Енупа, який записував барабани у власній домашній студії у Фредеріку, штат Меріленд. Зведенням і мастерингом займався Адам «Ноллі» Ґетгуд з Periphery, альбом вийшов незалежно 20 грудня 2011 року. На цьому етапі гурт намагався знайти вокаліста для доповнення складу, але не досяг мети.

### 2012–2013: мініальбомIn Time
Після випуску другого мініальбому In Time 30 жовтня 2012 року до гурту приєдналися Оллі Стіл (Monuments) і Девід Максим Мічік (Destiny Potato) як запрошені солісти. Sputnikmusic оцінив мініальбом на 4/5, зазначивши, що «якщо вони знайдуть трохи більше креативу і збільшать оригінальність, у них є потенціал увійти в історію як один з найкращих інструментальних прог-метал-гуртів. На даний момент вони все ще не досягли рівня Animals as Leaders». 25 квітня 2013 року гурт випустив кліп на пісню «Epiphany» просуваючись через Guitar World і YouTube. Після успіху In Time гурт уклав угоди з Ernie Ball Music Man, Pearl Drums, Meinl Cymbals, Toontrack, InTune Guitar Picks і Gruv Gear. Маршалл і Састрі також випустили плейлисти, а також уроки для окремих пісень з мініальбому. 18 квітня 2013 року було оголошено, що Метт Де Лука залишає гурт, щоб зайнятися іншими проєктами.

### 2013–2015:A Voice Within
14 вересня 2013 року Intervals оголосили, що 4 листопада вони знову увійдуть у студію з продюсером Джорданом Валеріоте ( Silverstein, Structures, Counterparts ), щоб почати записувати свій майбутній реліз. Після студії Intervals планували відправитися в турне Європою (січень-лютий 2014 року) з Protest the Hero, TesseracT і The Safety Fire. 30 грудня було оголошено, що концертний бас-гітарист Майк Семескі змінить роль у гурті, щоб виконувати вокал у новому альбомі. Басові партії на альбомі були розділені між Маршаллом і Кемероном Маклелланом (Protest the Hero). Гурт випустив вокальний дебют Семеського у вигляді нового синглу «Ephemeral» через Revolver, а також оголосив, що новий альбом отримає назву A Voice Within.
Через необхідність для Семескі повністю зосередитися на своєму вокалі наживо, гурт найняв Генрі Сельву (колишнього учасника The Human Abstract) концертним басистом для свого майбутнього європейського турне, але зрештою вирішив використовувати бас на бек-вокалі в майбутньому.
«Я надзвичайно радий оголосити, що я став вокалістом Intervals. Я приєднався до гурту на бас-гітарі на початку 2013 року, але після написання та експериментів з вокалом над демозаписами нового матеріалу ми вчотирьох зрозуміли, що це саме той напрямок, в якому нам судилося рухатися. Я радий бути частиною такого талановитого гурту музикантів і надзвичайно пишаюся альбомом, над яким ми всі так наполегливо працювали. Ми не можемо дочекатися, коли ви всі його почуєте!»
Гурт випустив другу пісню з альбому «The Escape» 23 січня 2014 року та оголосив про вихід альбому 4 березня 2014 року. 26 лютого гурт оголосив, що буде випускати по одній новій пісні з альбому на день до дня виходу альбому. Першою з цих пісень стала «The Self Surrendered».

### 2015 — дотепер:The Shape of Colour,The Way Forward,CircadianтаMemory Palace
25 листопада 2014 року було оголошено, що Майк Семескі покинув гурт через бажання Маршалла знову виступити інструментальним лідером гурту. Інструментальна версія A Voice Within вийшла 3 березня 2015 року. 23 червня, через три місяці, Гаєдер і Састрі оголосили у Facebook, що вони вирішили більше не бути частиною Intervals без Семескі. За словами Маршалла, причиною виходу стали різні очікування щодо напрямку розвитку гурту. Однак і Састрі, і Гаєдер посилалися на те, що після усунення Семескі Маршалл хотів понизити їхні ролі суто до «найманців», намагаючись ребрендингувати групу як свій сольний проєкт. Після моральної втрати Семескі на кілька місяців зникла комунікація. У той час Маршалл закінчив сольну платівку, над якою вже працював протягом року. Потім він забронював студійний час і нових музикантів без відома решти учасників гурту, повідомивши їм про це в ультимативній формі за кілька днів до початку студійної роботи. Тож Састрі та Гаєдер вирішили піти разом.
Тоді стало відомо, що новими студійними музикантами Маршалла стали басист Кемерон Маклеллан (Protest the Hero) і барабанщик Тревіс Орбін (Darkest Hour, Periphery, Sky Eats Airplane) для наступного альбому. 4 грудня 2015 року Intervals випустили The Shape of Color.
24 жовтня 2017 року Intervals анонсували The Way Forward, новий альбом із Маклелланом, який повернувся на бас, і новим барабанщиком Натаном Буллою, який грав з гуртом наживо до релізу. Маршалл залишається єдиним офіційним учасником гурту, незважаючи на те, що до нього повертаються учасники для турів і студійних записів. 13 листопада 2020 року гурт випустив альбом <i id="mwhg">Circadian</i>, до якого увійшли колаборації з низкою артистів. 17 травня 2024 року гурт випустить п’ятий студійний альбом  Memory Palace.

## Тури
- Брали участь у канадському турі The Contortionist (жовтень 2012)
- Були хедлайнерами східноканадського туру (грудень 2012)
- Грали на розігріві у Between the Buried and Me в Канаді (лютий 2013)
- Грали на розігріві у Structures, Texas in July та Northlane у Канаді (квітень 2013)[8]
- Грали на розігріві у Misery Signals у США та Канаді (червень 2013)
- Грали на розігріві у Protest the Hero, TesseracT і The Safety Fire у Європі та Великобританії. (січень – лютий 2014 р.)[13]
- Грали на розігріві у Protest the Hero, Battlecross і The Safety Fire у Сполучених Штатах[16]
- Грали на розігріві у Periphery та The Contortionist
- Грали на розігріві у Animals as Leaders (літо 2016)
- Хедлайнери в Європі за підтримки Polyphia та Nick Johnston (листопад 2017)[20]
- Хедлайнери в США за підтримки Джейсона Річардсона, Ніка Джонстона та Night Verses (січень 2018)
- Грали на розігріві у The Contortionist у США (листопад 2018)[22]
- Грали на розігріві у Veil of Maya в США (квітень 2019)
- Хедлайнери в Європі за підтримки Sithu Aye та The Omnific (червень 2019)
- Грали на розігріві у Chon і Between the Buried and Me у Сполучених Штатах (листопад 2019)

## Склад гурту
Поточний склад
- Аарон Маршалл — гітари (з 2011)

Поточні гастрольні музиканти
- Натан Булла — ударні, перкусія (з 2016)
- Яків Уманський – бас (з 2017)
- Тревіс ЛеВріє — гітари (з 2019)

Колишні учасники
- Метт Де Лука — бас (2011–2013)
- Майк Семескі – вокал (2013–2014); бас (гастрольний учасник 2013)
- Лукас Гаєдер – гітари (2011–2015)
- Енуп Састрі – ударні, перкусія (2011–2015)

Колишні гастрольні музиканти
- Генрі Селва — бас (2014)[23]
- Plini – гітари (2016)
- Саймон Гроув — бас (2016–2017)
- Сем Джейкобс – гітари (2016–2018)
- Томас Гріггс — гітари (2018–2019)

## Дискографія
Студійні альбоми
- A Voice Within (2014)
- The Shape of Colour (2015)
- The Way Forward (2017)
- Circadian (2020)
- Memory Palace (2024)

Мініальбоми
- The Space Between (2011)
- In Time (2012)

Сингли
- «Epiphany» (2013)
- «Ephemeral» (2013)
- «The Escape» (2014)
- «I'm Awake» (2015)
- «Fable» (2015)
- «Touch and Go» (2017)
- «By Far and Away» (2017)
- «Rubicon Artist» (2017)
- «5-HTP» (2020)
- «Lock & Key» (2020)
- «String Theory» (2020)
- «Mnemonic» (2023)
- «Neurogenesis» (2024)

### Музичні кліпи
- «Epiphany» (2013)
- «Moment Marauder» (2014)
- «The Escape» (2014)
- «Siren Sound» (2014)
- «I'm Awake» (2016)
- «Libra» (2017)
- «Touch and Go» (2019)
- «Leave No Stone» (2019)
- «Neurogenesis» (2024)